# Llac Bogoria
El llac Bogoria és un llac salí i alcalí que es troba en una regió volcànica a Kenya com altres llacs de la zona hostatja una de les poblacions d'ocells flamencs més gran del món. Ocupa uns 34 km² i es troba a uns 990 m d'altitud. És un dels llocs protegits pel Conveni de Ramsar i és una Reserva Nacional des de 1973. La fondària del llac només és de 10 metres com a màxim, fa uns 34 km de llarg per 3,5 km d'ample. La seva conca de drenatge és de 700 km².
Té uns 18 geisers, essent el lloc d'Àfrica on se'n concentren més, i fonts termals.

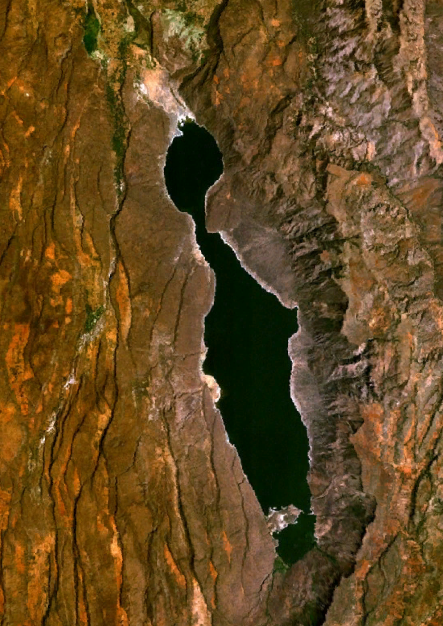
Imatge per satèl·lit del Llac Bogoria

Aquest llac conté grans concentracions d'ions de Na+, HCO₃- i CO₃2- originades per les aportacions dels rius Sandai i Emsos i per unes 200 fonts termals alcalines. És un llac molt productiu en cianobacteris i Spirulina que alimenten els flamencs.
L'ètnia Endorois habitava tradicionalment la zona però van ser obligats a abandonar-la en la dècada de 1970 i demanen oficialment la seva tornada en la Comissió africana dels drets humans i dels pobles.
Hi ha activitat turística i hotels.